# Reinhold Frank
Reinhold Frank (23 de julio de 1896 - 23 de enero de 1945) fue un abogado alemán. Trabajó para la resistencia contra el gobierno de Hitler en la Alemania Nazi. Fue sentenciado a muerte en conexión con el fallido complot del 20 de julio de 1944.

## Biografía
Reinhold Frank era el menor de siete hermanos, nacido en Bachhaupten en el distrito de Sigmaringa. Después de servir en el ejército en la Primera Guerra Mundial, estudió Derecho en Freiburg. Era miembro del Katholische Deutsche Studentenverbindung Arminia ("Studentenverbindung Alemana Católica Arminia") en el Cartellverband der katholischen deutschen Studentenverbindungen. Después de su tiempo como abogado júnior, fue a Karlsruhe y ahí, junto con el Dr. Honold, ejerció la práctica del Derecho. Debido a su visión cristiana, la ideología Nazi no encajaba bien con Frank. A menudo se halló defendiendo a clientes perseguidos de todos los colores políticos y religiosos, entre ellos sacerdotes católicos, que a menudo terminaban ante los tribunales durante el tiempo del Tercer Reich por haber vertido críticas al régimen.
Reinhold Frank pertenecía al círculo del grupo de la resistencia fundado por el Dr. Carl Friedrich Goerdeler. Él había acordado estar listo en Baden para asumir un papel de liderazgo en la reconstrucción de Alemania en caso del que el complot para derribar a Hitler hubiera tenido éxito. Por lo tanto no es de extrañar que tras el fracaso del atentado sobre la vida de Hitler en la Guarida del Lobo en Prusia Oriental, Frank fuera arrestado rápidamente, el 21 de julio de 1944, el día después del atentado. Frank fue declarado culpable por el Volksgerichtshof por alta traición. El 12 de enero de 1945 fue sentenciado a muerte. Fue colgado el 23 de enero en la prisión de Plötzensee en Berlín.
En su honor, una piedra memorial fue situada en el Hauptfriedhof ("Cementerio Principal") en Karlsruhe. La calle de Karlsruhe donde se halla la cámara de abogados lleva su nombre. El Centro de Investigación de la Resistencia alemana contra el Nacional Socialismo en el Suroeste de Alemania, junto con la Universidad de Karlsruhe, la Ciudad de Karlsruhe, el Bundesarchiv alemán, honran a Frank anualmente en torno al 20 de julio con una lectura memorial.